# 日南市立榎原小学校
日南市立榎原小学校（にちなんしりつ よわらしょうがっこう）は、宮崎県日南市榎原甲にある公立の小学校。

## 概要
歴史
1873年（明治6年）に創立。現校名になったのは2009年（平成21年）。2023年（令和5年）に創立150周年を迎えた。
通学区域
「上講、中講、下講、札之尾」。中学校区は日南市立榎原中学校。
校章
月桂樹を背景にして、中央に校名の略称である「榎小」の文字（縦書き）を配している。
校歌
1955年（昭和30年）制定。作詞は矢野不二男、作曲は海老原直による。歌詞は3番まであり、1番の歌詞中に校名の「榎原」が登場する。
特色
「日南市立小規模校就学特別認可校（小規模特認校）」に指定されており、校区外からでも入学及び転入学が可能。

## 沿革
- 1873年（明治6年）- 川端の白山権現の境内を借用の上、「橋之口小学校」が創立。主任に富島真森が就任。
- 1878年（明治11年）- 田尾の製茶工場2階に移転。
- 1887年（明治20年）- 小学校令施行により、簡易科（3年制）を設置の上、「簡易橋之口小学校」に改称。
- 1889年（明治22年）5月1日 - 南那珂郡2村（大窪・橋之口）が合併の上、「榎原村」が発足。
- 1890年（明治23年）- 尋常科（4年制）を設置の上、「尋常橋之口小学校」に改称。
- 1892年（明治25年）4月 - 「橋之口尋常小学校」に改称。
- 1894年（明治27年）- 川端の白山権現に木造校舎（3教室）が完成。
- 1903年（明治36年）
  - 4月1日 - 初代校長に郡司善蔵が就任。
  - 11月21日 - 亀川に移転を完了。高等科（2年制）を設置の上、「橋之口尋常高等小学校」と改称。
- 1904年（明治37年）2月23日 - 「榎原尋常高等小学校」（尋常科4年・高等科2年）と改称。
- 1908年（明治41年）4月1日 - 改正小学校令により、尋常科（義務教育年限）が4年制から6年制に改められる。このため、従来の高等科1年および2年が、尋常科5年および6年に改められたため、2年制の高等科が廃止される形となり、「榎原尋常小学校」（尋常科6年）に改称。
- 1921年（大正10年）4月1日 - 高等科（2年制）を設置の上、「榎原尋常高等小学校」（尋常科6年・高等科2年）と改称。
- 1924年（大正13年）2月 - 橋之口上講に移転。
- 1934年（昭和9年）2月 - 南校舎を増築。
- 1935年（昭和10年）- 青年学校令施行により、榎原村立青年学校が併置される。
- 1937年（昭和12年）5月 - 運動場を拡張。
- 1938年（昭和13年）5月 - 旧校舎を改築の上、北側に校舎1棟を新築。
- 1941年（昭和16年）4月1日 - 国民学校令施行により、「榎原村榎原国民学校」に改称。尋常科を初等科に改める。
- 1947年（昭和22年）- 学制改革が行われる（六・三制の実施）。
  - 4月1日 - 国民学校の初等科は、新制小学校「榎原村立榎原小学校」に改組・改称。
  - 5月8日 - 国民学校の高等科は青年学校普通科とともに、新制中学校「榎原村立榎原中学校」に改組・改称。当初、小学校に併設される。
- 1955年（昭和30年）11月 - 校歌を制定。
- 1956年（昭和31年）4月1日 - 町村合併により、「南郷町立榎原小学校」と改称。
- 1957年（昭和32年）6月 - A型学校給食を開始。
- 1969年（昭和44年）10月 - プールが完成。
- 1978年（昭和53年）11月 - 鉄筋コンクリート造2階建て校舎が完成。
- 1979年（昭和54年）3月 - 創立記念日を11月21日とすることに決定。
- 1981年（昭和56年）3月 - 体育館が完成。
- 1993年（平成5年）11月20日 - 創立120周年記念式典を挙行。
- 1994年（平成6年）1月 - コンピュータ室および特別活動教室が完成。
- 2000年（平成12年）5月 - 国際理解教育を開始。
- 2009年（平成21年）3月30日 - 市町村合併により、「日南市立榎原小学校」（現校名）と改称。
- 2010年（平成22年）5月 - 放課後子ども教室を開始。
- 2014年（平成26年）4月 - 給食を自校調理方式から、センター（細田給食共同調理場）からの配送方式に変更。
- 2015年（平成27年）4月 - 給食の配送元が中央共同調理場に変更となる。

## 交通アクセス
最寄りの鉄道駅
- JR九州 日南線 「榎原駅」

最寄りのバス停
- 日南市コミュニティバス 「上講」バス停

最寄りの幹線道路
- 国道220号

## 周辺
- 日南市役所 榎原支所
- 日南市立榎原中学校
- みなと保育園榎原分園
- 日南警察署榎原警察官駐在所
- 南郷川